# Camallanidae
Camallanidae är en familj av rundmaskar. Camallanidae ingår i överfamiljen Camallanoidea, ordningen Camallanida, klassen Secernentea, fylumet rundmaskar och riket djur. Enligt Catalogue of Life omfattar familjen Camallanidae 31 arter. 
Camallanidae är enda familjen i överfamiljen Camallanoidea.
Kladogram enligt Catalogue of Life:
| Camallanidae | \| \| Camallanus \| \| \| \| \| \| Oncophora \| \| \| \| \| \| Procamallanus \| \| \| \| \| \| Spirocamallanus \| \| \| \| |
|              | \| \| Camallanus \| \| \| \| \| \| Oncophora \| \| \| \| \| \| Procamallanus \| \| \| \| \| \| Spirocamallanus \| \| \| \| |
|              | Camallanus |
|              | |
|              | Oncophora |
|              | |
|              | Procamallanus |
|              | |
|              | Spirocamallanus |
|              | |